# 7 cajas
7 cajas es una película paraguaya del género Thriller del año 2012, dirigida por Juan Carlos Maneglia y Tana Schémbori.
Es la película más taquillera de Paraguay, con 270.835 espectadores, destronando a Titanic.
También registró 70,000 espectadores en Argentina.
En un comienzo la película debió ser lanzada en junio del 2011, pero el estreno fue retrasado cuando la película fue aceptada como competidora en el Festival Internacional de Cine de San Sebastián en España, donde ganó el premio "Cine en Construcción".
La película fue nominada en la XXVII edición de los Premios Goya en la categoría de Mejor película extranjera de habla hispana representando a Paraguay.

## Sinopsis
Transcurre el mes de abril de 2005: Víctor, un carretillero de 17 años que trabaja en el famoso Mercado 4 de la ciudad de Asunción, se distrae imaginando ser famoso y admirado en la televisión de un puesto de ventas de DVD piratas en pleno Mercado 4, lo que causa la pérdida de un cliente a manos de otro carretillero que se le adelantó. En ese ínterin, su hermana busca vender un teléfono celular de alta gama de la época (que incluía cámara filmadora), por lo que Víctor queda asombrado ante tal teléfono ya que busca filmarse y parecer como los famosos de la TV, aunque tal precio exorbitante para él lo deja con las ganas.
El mundo del mercado es hostil, competitivo y hay miles como él esperando llevar las compras de los clientes a cambio de una pequeña remuneración. Víctor entiende que necesita moverse para conseguir algo de dinero ese día. Entonces recibe una propuesta algo inusual, transportar siete cajas cuyo contenido desconoce, a cambio de la mitad de un billete rasgado de 100 dólares (prácticamente el precio del teléfono celular en cuestión). La otra mitad del dinero se le entregaría cuando este termine su trabajo. Con un teléfono celular en préstamo, que utiliza el contratista para ir marcando por cual calle trasladarse, Víctor emprende el viaje.
Cruzar las 8 manzanas que cubre el mercado parecía fácil pero las cosas se le van complicando: Le roban una caja, pierde el teléfono celular y la policía rodea el mercado buscando algo que él ignora por completo. A esto se suma un grupo de carretilleros dispuestos a escoltar las cajas por una suma ínfima de las ganancias. Sin saber, Víctor y sus perseguidores se van involucrando en un crimen del que no saben nada: la causa, la víctima y el victimario y victimaria. Se hace de noche y Víctor entiende que ahora es cómplice de algo muy delicado y peligroso. La necesidad entonces le obliga a correr, a gritar, o simplemente a callar, y a querer saber lo que hay dentro de las cajas.

## Reparto
| Actor                 | Papel                                                                    |
| --------------------- | ------------------------------------------------------------------------ |
| Celso Franco          | Víctor (carretillero, hermano de Tamara)                                 |
| Lali González         | Liz (amiga de Víctor)                                                    |
| Víctor Sosa Traverzzi | Nelson (carretillero rival de Víctor)                                    |
| Nico García           | Luis                                                                     |
| Paletita Romero       | Don Darío (carnicero)                                                    |
| Manuel Portillo       | Oficial Servián (policía, interesado sentimentalmente en Alejandra)      |
| Mario Toñánez         | Sargento Osorio (policía)                                                |
| Nelly Dávalos         | Tamara (hermana de Víctor y compañera de trabajo de Leti)                |
| Roberto Cardozo       | Gus (carnicero, novio de Leti y hermano de Alejandra)                    |
| Johnny Kim            | Jim (hijo de Don Chan, enamorado de Tamara)                              |
| Luis Gutiérrez        | Jorge Nasul (empresario de ascendencia sirio-libanesa)                   |
| Liliana Álvarez       | Alejandra (vendedora de celulares, hermana de Gus)                       |
| Katia García          | Leti Sánchez (embarazada, novia de Gus y compañera de trabajo de Tamara) |
| Atil Closs            | Esteban (ayudante en la carnicería de Don Darío)                         |
| Rodríguez Junior      | Tano (amigo de Víctor)                                                   |
| Stephen Jang          | Don Chan (coreano, patrón de Leti y Tamara, padre de Jim)                |
| Beto Ayala            | Travesti y trabajadora sexual                                            |

En la producción también actúan Ever Enciso, Arturo Arellano, Fernando Fleitas, Pedro Armoa, Liz Méndez y Lorena Vera, además de las actuaciones especiales de los veteranos actores Alicia Guerra, Tito Jara Román.
En la cinta también aparecen actores como Mirian Sienra, Roger Bernalve, Rayam Mussi, Manuel Wilder, Daniel González, María Noelia Díaz Arenas, Denis Amarilla, José Alegre, Emilio Herrera, Rubén Flecha, Martín Oviedo, Jorge Báez, Diego Romero, Hugo Robles, Mauricio Martínez, Hugo Cataldo, Darío Alegre, Angel Delgado, Esteban Martínez, Denise Zoeller, Luz Chaparro, Jorge Monges, José Zárate, Fiorella Migliore, Luis Molinas y Rodrigo Reichard.
Más de 600 extras son parte de la producción paraguaya.

## Rodaje
El 17 de febrero de 2010, durante una recepción en el Centro Cultural de La República El Cabildo, se hizo el lanzamiento del rodaje de la película. Juan Carlos Maneglia, siempre fue asiduo visitante del Mercado 4 de Asunción, y desde el 2004, fascinado por el lugar y sus habitantes empieza a observar a los carretilleros que ahí trabajan. El Mercado 4 ocupa casi 8 manzanas en el corazón mismo de la ciudad, y a simple vista parece que sus pasillos son interminables. En él viven alrededor de 500 personas, pero moviliza comercialmente a unas 2.000. Allí conviven día a día, coreanos, chinos, árabes, judíos y paraguayos.
El rodaje comenzó el 28 de febrero, y se realizó principalmente en horarios nocturnos, ya que el guion ubica el 70% de la acción en ese momento. La grabación culminó tras 44 jornadas, con un equipo técnico de 30 personas.
"7 cajas" mueve a un elenco que interpreta a 30 personas, además de un amplio equipo técnico. La producción contó con una oficina en las inmediaciones del área comercial, y también con el apoyo de la dirección del Mercado Municipal n.º 4 para la logística y la seguridad del equipo de filmación. Así mismo, agentes de la Policía Nacional acompañaron a los cineastas para algunas secuencias en las que se necesitaron aislar unos sectores de la locación. Allí se inicia el itinerario exploratorio de cada lugar del rodaje, en donde Juan Carlos Maneglia y Tana Schémbori, junto a su equipo de producción, deciden considerar los encuadres a realizar, o bien, suprimir algunas escenas. El guion incluía unas 75 locaciones para unas 179 escenas.
Como anécdota, el guion original de Maneglia se perdió cuando se robó el vehículo donde estaba, y luego recibió llamadas desde la cárcel que afirmaban tener el texto.

## Postproducción
El 23 de julio de 2010, en el marco de la Expo de Mariano Roque Alonso, la empresa telefónica Tigo se presentó como patrocinador de la realización de tres películas de producción paraguaya: "7 cajas", "El fin de la línea" y "Lectura según Justino". El tráiler se estrenó el 22 de julio de 2011, en el stand de banco Itaú en la Expo de Mariano Roque Alonso. Inicialmente, el estreno de la película estaba previsto para marzo de 2012, sin embargo, el 24 de agosto de 2011 se confirmó que fue seleccionada en la sección de "Cine en Construcción" de la 59.ª edición del Festival Internacional de Cine de San Sebastián en España. El 21 de septiembre de 2011, la película ganó el Premio "Cine en Construcción", consistente en la postproducción hasta su copia en 35 mm subtitulada en inglés. El 10 de octubre, la Secretaría Nacional de Cultura (SNC) agasajó a los directores y declaró a la película de interés cultural. El 22 de noviembre de 2011, los directores fueron distinguidos como "Hijos Dilectos de Asunción" por la Junta Municipal de Asunción.
El 27 de abril de 2012 se confirmó la fecha de estreno de "7 cajas" para agosto de ese año. Durante el anuncio también se estrenó el videoclip de la banda sonora original, del tema "Huye Hermano", interpretada por la banda Revolber. El estreno en Ciudad del Este se fijó para el 17 de agosto.
En mayo de 2012 se reportó que la compañía estadounidense Shoreline Entertainment adquirió los derechos para la venta internacional de "7 cajas".
El 21 de agosto de 2012 se reportaron copias piratas en la ciudad de San Lorenzo, que resultaron ser CDs que solo contenían el tráiler y el videoclip. El 28 de agosto, CNN emitió un informe sobre el éxito de la película, en el programa Showbiz, que dirige el periodista especializado Juan Carlos Arciniegas, con base en un reporte desde Asunción de su corresponsal Sanie López Garelli. Los directores también fueron entrevistados en estudio de CNN, en enero de 2013.
La película agotó entradas para las tres funciones del 37° Festival Internacional de Cine de Toronto (Canadá), los días 7, 9 y 15 de septiembre de 2012, como parte de la sección “Discovery”; y tuvo elogios de los críticos de Twitchfilm, Variety y MSN Movies, que la comparó con “Slumdog Millionaire”.
El Festival Internacional de Cine de San Sebastián presentó el estreno europeo, el 26 de septiembre de 2012, en competencia por el galardón a “Nuevos directores”; también agotó entradas. Logró el “Premio de la Juventud Euskaltel”, otorgado por un jurado de 200 jóvenes.
El 8 de octubre de 2012, "7 cajas" quedó fuera del anuncio de candidatas al Oscar a mejor película extranjera, debido a que no se cumplieron los requisitos. Paraguay nunca había participado de la convocatoria, por lo que entonces no existía la Academia de Cine paraguaya.
El 29 de octubre de 2012, el Festival de Cine de la Isla Cockatoo, de Australia, eligió al filme paraguayo “7 Cajas” como la Mejor Película de la muestra dramática. En noviembre, Variety reportó que se vendieron los derechos de emisión a la distribuidora Synergy en Francia.
En noviembre de 2012, el político Víctor Bogado provocó molestias a la producción por el uso proselitista de la frase “¡Corré, Víctor!” en la campaña de su candidatura del candidato colorado al Senado.
El 15 de diciembre de 2012, la producción ofreció dos funciones gratuitas para los trabajadores del Mercado Municipal n.º 4, en el Auditorio del Colegio Salesianito.
En marzo de 2013, los directores se manifestaron sobre la subida no autorizada de su obra a YouTube y cómo los perjudica.
El 26 de junio de 2013, la Cámara de Diputados otorgó la Orden Nacional al Mérito Comuneros a los cineastas paraguayos Tana Schémbori y Juan Carlos Maneglia por la película taquillera “7 cajas”.
Tuvo funciones especiales en el Centro Cultural de España "Juan de Salazar" de Asunción; para centenares de estudiantes en Ciudad del Este; en el Chaco paraguayo, en Loma Plata, Mariscal Estigarribia y Neuland; en Foz de Iguazú; en la plaza del Panteón de los Héroes, como parte del 22° Festival Internacional de Cine, Arte y Cultura de Paraguay.
En septiembre de 2013 se informó que la película fue adquirida por la cadena de televisión HBO. El 26 de octubre de 2014 se emitió por el canal MAX de HBO. Además, Variety publicó que "7 cajas" totalizaba su exhibición en 75 festivales internacionales.
Metrópoli, un suplemento del diario español El Mundo, eligió al filme paraguayo “7 Cajas” como la mejor película del año 2013.
En enero de 2014, Maneglia informó que una compañía norteamericana adquirió los derechos de la película paraguaya “7 Cajas” para realizar una versión norteamericana del filme. También contó que comenzó a escribir el guion de "Los buscadores".
El 7 de febrero de 2014, la película se estrenó en cines comerciales de Estados Unidos y Canadá, incluyendo las ciudades de Nueva York, Los Ángeles, Chicago, Santa Fe, Scottsdale, y Miami; y en las ciudades canadienses de Toronto y Saskatoon, distribuida por Breaking Glass Pictures. El diario New York Times seleccionó la película paraguaya “7 Cajas” como una de las recomendadas por los críticos. Estuvo once semanas en cartelera, hasta el 24 de abril de 2014, con una recaudación de 38.000 dólares.
El 5 de abril de 2014, escenas de la película paraguaya “7 cajas” fueron proyectadas en la primera edición de los Premios Platino del Cine Iberoamericano, en Panamá, como un reconocimiento a la cinematografía de Paraguay.
El filme se estrenó en Argentina, en el BAMA Cine de Buenos Aires, el 17 de julio de 2014; y en febrero de 2015 alcanzó 69.462 espectadores, convirtiéndose así en la cuarta película latinoamericana más vista en la historia del cine de Argentina. El 2 de septiembre, a través de un discurso en la TV Pública Argentina, la expresidenta Cristina Fernández de Kirchner elogió a la película paraguaya. El 20 de septiembre, "7 cajas" fue declarada de interés cultural en una sesión de la Legislatura de la Ciudad Autónoma de Buenos Aires, en una decisión unánime.
El 30 de julio de 2015 se estrenó en 29 salas de cine comerciales de México, en las ciudades del DF, Guadalajara, Morelia, Puebla, Monterrey, Toluca, Cuernavaca y Jalapa.

## Ficha técnica
Es dirigida por Juan Carlos Maneglia y Tana Schémbori. El guion original es de Maneglia con colaboración de Tito Chamorro. la dirección de fotografía está a cargo de Richard Careaga y el equipo de Synchro lleva adelante la coordinación de la parte técnica. La música original fue compuesta por Fran Villalba, de la producción y posproducción se encargaron los integrantes del equipo de la productora Maneglia–Schémbori. La producción ejecutiva es de Vicky Ramírez Jou, Camilo Guanes y Rocío Galiano, en tanto que Oniria es la agencia publicitaria de la película.

## Taquilla
La película se estrenó el 10 de agosto de 2012 en cines de Paraguay, con 2.870 espectadores. En su primer fin de semana, del viernes 10 al domingo 12 de agosto, "7 cajas" totalizó 13.741 tickets, debutando en el primer lugar, por encima de "The Dark Knight", que tuvo 10.617 personas. La producción paraguaya tuvo dos funciones de preestreno para empresas privadas, el lunes 7 y el martes 8 de agosto; y la gala de avant premiere fue el miércoles 9 de agosto, en el Shopping del Sol, de Asunción. En los cuatro días previos al estreno, "7 cajas" vendió más de 700 entradas de forma anticipada.
En su primera semana de estreno, la película alcanzó casi 30.000 espectadores. El domingo 26 de agosto de 2012 superó 90.818 personas. El domingo 9 de septiembre superó 162.000 personas, batiendo el récord de “Titanic”, que llegó a 150.000 espectadores en 1998.
El 1 de mayo de 2013, la película tuvo su estreno comercial en ocho complejos de cine de España, en ciudades de Madrid, Barcelona, Málaga, San Sebastián y Bilbao, cosechando críticas favorables e, inicialmente, 45.000 euros en taquilla, congregando a unos 5.845 espectadores. Dos semanas después, la distribuidora Vértigo Films sumó tres ciudades, Salamanca, Valladolid y Alicante.
El 21 de agosto de 2015, el entonces Presidente del Congreso, Mario Abdo (electo como Presidente de la República del periodo 2018-2021) comprometió su apoyo al Proyecto de Ley del Cine durante acto de entrega de la carretilla de “7 cajas” y el santo de “Luna de cigarras”, a la Casa Bicentenario de las Artes Visuales “Ignacio Núñez Soler”.

## Recepción crítica
Luego de meses de trabajo, la película fue finalmente estrenada el 10 de agosto de 2012, recibiendo elogios de parte de la crítica y el público, en poco más de un mes de estreno ya la vieron más de 160.000 personas y sigue rompiendo récords de taquilla en los cines paraguayos. Fue la película más taquillera de todos los tiempos en Paraguay, superando localmente a la recaudación de Titanic, la cual ostentaba el título con más de 150.000 espectadores.

## Premios y festivales
7 Cajas fue premiada en varios festivales internacionales, y nominada a galardones de cine de prestigio mundial.
2011
- Ganadora del Premio "Cine en Construcción" (2011) en el 59.º Festival Internacional de Cine de San Sebastián.[66]

2012
- Participó en la 12.ª edición del Festival Internacional de Cine de Toronto (Toronto International Film Festival, TIFF, por sus siglas en inglés), en septiembre de 2012.
- Ganadora del "Premio Euskaltel de la Juventud" (2012) en el 60.º Festival Internacional de Cine de San Sebastián. Compitió en la categoría "Nuevos Directores".[67]
- Festival Latinoamericano de Cine Cinemaissi, del 18 y 21 de octubre en Finlandia, en categoría Mejor Ficción; obtuvo el galardón del tercer puesto elegida por el público.
- Ganadora del premio a Mejor Película Dramática (Best Dramatic Film 2012), en el Festival de Cine Cockatoo Island, en Australia, en octubre de 2012.[68]
- Participó en la sección Latin Visions, del Festival Internacional de Cine de Estocolmo, en Suecia, en noviembre de 2012.[69]
- Participó en la categoría Mejor Película Internacional en la primera edición del Baja Festival Internacional de Cine, de Los Cabos, México, del 14 al 17 de noviembre de 2012.
- Participó en la categoría de Ópera Prima de la 6.ª edición del Festival de Cine Global Dominicano, de República Dominicana, del 14 al 21 de noviembre de 2012.
- Ganadora del Premio Roberto "Tato" Miller, otorgado por el Sindicato de la Industria Cinematográfica Argentina (SICA), en el 27.º Festival Internacional de Cine de Mar del Plata, en noviembre de 2012.[70]
- Participó en el Festival Internacional de Cine de Goa, en India, del 20 al 30 de noviembre de 2012.
- Ganadora del premio a la mejor “Ópera Prima Latinoamericana” del Festival Cine La Orquídea que se realiza en la ciudad de Cuenca, Ecuador, en noviembre de 2012.[71]
- Participó en la 34.ª edición del Festival Internacional del Nuevo Cine Latinoamericano de La Habana, Cuba, en diciembre de 2012.

2013
- Ganadora de una mención especial en la categoría New Visions (Nuevas Visiones) del Festival Internacional de Cine de Palm Springs, en enero de 2013.[72]
- Nominada en la categoría de Mejor Película de habla hispana del concurso en línea Rober Awards.[73]
- Ganadora del premio Nueva Visión a la mejor película latinoamericana en el Festival Internacional de Cine de Santa Bárbara, Estados Unidos.[74]
- Nominada en la categoría de Mejor película extranjera de habla hispana, en la XXVII edición de los Premios Goya, representando por primera vez a Paraguay.[75]
- Ganadora en la categoría “Mejor Director y Guionista Ficción” en el Festival Internacional de Cine de Cartagena de las Indias, Colombia, en febrero.[76]
- Participó en la categoría Cine Latino, por votación del público, del Festival Internacional de Cine de Guadalajara, en marzo de 2013.[77]
- Ganadora del premio de la audiencia en el 30.º Festival Internacional de Cine de Miami, en Estados Unidos, en marzo de 2013.[78]
- Participó en el Ventana Film Festival, en Melbourne, Australia, en marzo.[79]
- Participó en el Festival Internacional de Cine de Panamá, del 11 al 17 de abril.
- Participó en el 29.º Festival de Cine Latino de Chicago, Estados Unidos, en abril.[80]
- Ganadora del premio a Mejor Dirección en el Festival Internacional de Cine Fantástico de Porto Alegre, Brasil, en mayo.[81]
- Ganadora del premio a Mejor Película, en el II Festival de Cine de Brasilia, Brasil, en junio.[82]
- Participó en el 14.º Havana Film Festival, como película de clausura, el 19 de abril, en el Directors Guild Theater, ubicado en Manhattan, de la ciudad de Nueva York.
- Seleccionada en el Seattle International Film Festival, Estados Unidos, del 16 de mayo al 9 de junio.
- Ganadora del premio a Mejor Guion en el Skip City International D-Cinema Festival, en la ciudad de Kawaguki, prefectura de Saitama, Japón, en julio.[83]
- Ganadora de una mención especial del jurado en el 17° Festival de Cine de Lima, Perú, en agosto.[84]
- Ganadora de los Premios a “Mejor diseño sonoro” y “Mejor montaje” en el Festival internacional de cine Unasur, San Juan, Argentina, en septiembre.[85]
- Ganadora del Premio del Público del XXII Festival Biarritz Amérique Latine Cinémas & Cultures, Francia, en octubre.[86]
- Ganadora del Premio del Público y el Premio a la Mejor Ficción en Festival Internacional de Cine Fenavid, en la ciudad de Santa Cruz, Bolivia, en octubre.[87]* * Ganadora de Premio Lakinos al mejor guion y del público en el Festival de Cine Latinoamericano de Berlín, Alemania, en octubre.[88]
- Ganadora del premio al Mejor Largometraje Internacional de Ficción en el Festival de Cine de Costa Rica, en octubre.[89]
- Participó de la sección Panorama en el Festival de Cine Kaohsiung de Taiwán, en octubre.
- Seleccionada para el Premio Luis Buñuel a Mejor Película Iberoamericana, instituido por la Entidad de Gestión de Derechos de los Productores Audiovisuales (EGEDA) y la Federación Iberoamericana de Productores Cinematográficos y Audiovisuales (FIPCA).[90]

2014
- Ganadora como Mejor Película de Contenido Social en la 19.ª edición de los Premios "Alfa y Omega" de un semanario católico de España, en marzo.[91]

2015
- Ganadora del Premio Cóndor a la Mejor Película de Iberoamérica, otorgado por la Asociación de Cronistas Cinematográficos de la Argentina, en su edición 63, en junio.[92]
- Seleccionada para la gala de clausura de la sexta edición del Festival de Cine Latinoamericano de Moscú, Rusia, del 25 al 30 de noviembre.[93]